# Castries (Hérault)
Castries település Franciaországban, Hérault megyében. Lakosainak száma 6722 fő (2022. január 1.). Castries Montaud, Baillargues, Guzargues, Saint-Brès, Saint-Drézéry, Saint-Geniès-des-Mourgues, Sussargues, Teyran és Vendargues községekkel határos.

## Népesség
A település népességének változása:
| Lakosok száma | 1791 | 3419 | 3992 | 5423 | 5935 | 6041 | 6178 | 6294 | 6423 | 6722 |
|               | 1968 | 1982 | 1990 | 2006 | 2013 | 2015 | 2017 | 2019 | 2020 | 2022 |